# Tmesisternus marmoratus
Tmesisternus marmoratus es una especie de escarabajo del género Tmesisternus, familia Cerambycidae. Fue descrita científicamente por Guérin-Méneville en 1831.
Habita en Papúa Nueva Guinea y Nueva Guinea Occidental. Esta especie mide 9-18 mm.